# شورلت ونچر
شورلت ونچر (Chevrolet Venture) خودرویی است که در سال‌های August ۶، ۱۹۹۶ تا June ۲۰۰۵در ایالات متحده آمریکا تولید شده‌است. 
این خودرو در کلاس مینی‌ون قرار گرفته، طراحی آن موتور جلو، خودرو محور جلو، خودرو چهار چرخ محرک بوده است. 